# Veronica baylyi
Veronica baylyi är en grobladsväxtart som beskrevs av Garn.-jones. Veronica baylyi ingår i släktet veronikor, och familjen grobladsväxter. Inga underarter finns listade i Catalogue of Life.